# Yuzhno-Kurilsky (huyện)
Huyện Yuzhno-Kurilsky (tiếng Nga: ? райо́н) là một huyện hành chính tự quản (raion), của Tỉnh Sakhalin, Nga. Huyện có diện tích 1888 km², dân số thời điểm ngày 1 tháng 1 năm 2000 là 6300 người. Trung tâm của huyện đóng ở Yuzhno-Kuril'sk.